# ブライAOC
ブライAOC （Blaye (AOC)）は、フランスのワイン。ボルドーワインの生産地の一つであるが、格付けはなく、ボルドーの名酒と言うよりは地酒的な色彩が強く、価格も評価もAOCボルドー並みである。
ジロンド川河口右岸地域にある、ブールジェ＝ブライエ地区のワイン産地のうち、河口に近い40の村から成るブライ地区では、次の3つのAOCがある。

## ブライ(Blaye)
赤・白の両方があるが、圧倒的に赤が多い。赤はメルローを中心に作られるが、ボルドーとしては比較的ライトな香味である。白は、フランスでは主にブランディに使われるユニ・ブランというぶどうで作られ、酸味が強い。

## コート・ド・ブライ(Côtes de Blaye)
これも普通はコニャック、アルマニャックなどのブランディ用として作られている、コロンバールという白ぶどうで作られる、酸味が強くあっさりしたタイプの白ワインである。

## プルミエール・コート・ド・ブライ(Premières Côtes de Blaye)
赤と白の両方が作られている。